# روستای روپس بالا
روستای روپس بالا روستایی مربوط به دوران ایران باستان بوده که عمر آثار تمدن در آن به بیش‌از ۳۵۰۰ سال و اولین نشانه‌های حیات بشر در آن به ۱۰۰۰۰ می‌رسد. این روستا در بخش لادیز از توابع شهرستان میرجاوه قرار دارد.
این روستا یک روستای طولی به‌شمار می‌رود که شامل آبادی‌هایی چون روپس پایین، روپس بالا، سیکور سولا، تودان، پُشته‌ی شیرو، گِزِند و گُدار می‌باشد. یکی از دلایل نام‌گذاری این روستا به روپس(رو + پس: خورشید + غروب) این است که آفتاب در این روستا زودتر از سایر مناطق غروب می‌کند که این خود به‌دلیل آن است که این روستا در دل درّه‌ای عمیق و طویل قرار دارد.

## جاذبه‌های دیدنی
از جاذبه‌های دیدنی این روستا می‌توان به قبرستان تاریخی هفتادمُلّا، رودخانه‌های دائمی، باغ‌های سرسبز، انگور و گُلابی کهنسال پُشته‌ی شیرو در تودان با عمری بالغ‌بر ۱۰۰۰ سال، صخره‌های بسیار مرتفع در کنار‌ه‌های روستا با ارتفاعی بالغ‌بر ۱۰۰ متر، چشمه‌های آب معدنی، معماری صخره‌ایِ سنّتی و... اشاره کرد.
اثر تاریخی گورستان تاریخی هفتادمُلّا: این اثر تاریخی که شاهکار معماری اسلامی به حساب آمده و از تاریخ بلوچستان پس از اسلام به جای مانده‌است  
علّت نام‌گذاری آن مربوط به هفتاد شیخ از نوادگان شیخ بلانوش می باشد .طبقه گفته اجداد طایفه مرادزهی این گورستان متعلق به نوادگان شیخ بلانوش میباشد اسامی قبور شیخ کریمداد پدربزرگ مراد (مرادزهی) تا شیخ میر عالی فرزند شیخ بلانوش می باشد و مقبره شیخ بلانوش در شهر چاغی می باشد
اثر تاریخی گورستان هفتادمُلّا در تاریخ ۱۸ اردیبهشت‌ماه ۱۳۸۰ هجری‌خورشیدی با شمارهٔ ثبت ۳۸۲۶ به‌عنوان یکی از آثار ملی ایران به ثبت رسیده‌است و تحت حفاظت قرار گرفته‌است.

## شغل مردم
شغل اصلی مردم این منطقه که اکثراً عشایر بوده و در بهار به منطقه‌ای در جنوب این روستا به نام میدان‌جوز کوچ می‌کنند کشاورزی و دام‌داری می‌باشد.
مردم این منطقه اکثراً با یکدیگر نسبت خویشاوندی دارند. 

## محصولات کشاورزی و دام‌داری
عمده‌ی محصولات کشاورزی و دام‌داری در این روستا شامل میوه‌هایی چون زردآلو، توت، شاتوت، آلو، هلو، انگور، گلابی، انجیر، انار، گردو، خرمالو، آلوگوجه، بادام، شَلیل، گیلاس و... و سبزیجاتی چون گوجه‌فرنگی، خیار، پیاز، کدو، بادمجان، بامیه، سیب‌زمینی، سیر، هویج، سبزی معطر، شلغم، چقندر قند و... و در دام‌‌داری، محصولاتی چون شیر، کره‌ی محلی، روغن محلی، دوغ محلی، پنیر محلی، گوشت و عسل طبیعی اشاره‌کرد.

## ساکنان
ساکنان بومی این روستا از  طایفه مرادزهی، می باشند و حاکمان این منطقه از طایفه مرادزهی می باشند، 
شیخ پهلوان، میر کریم خان، امیر خان، برخی از حاکمان معروف این منطقه می باشند  

## راه‌های مواصلاتی
برای سفر به این نگین پوشیده‌شده در میان صخره‌ها از مبدا خاش، دو راه وجود دارد. راه اوّل که از مسیر خاش-کلچات-کوشه-گُدار می‌گذرد و حدود ۶۰ کیلومتر طول دارد و به‌دلیل خاکی‌بودن، مخصوص خودروهای آفرود و قوی‌ای چون تویوتاست و راه دوم که از مسیر خاش-کولکو-سنگان-تمین-جش می‌گذرد و آسفالته بوده و مناسب هر خودرویی و حدود ۱۱۰ کیلومتر طول دارد.

## پی‌نوشت
روستاهای روپس بالا و روپس پایین در واقع یکی می‌باشند اما چون این روستاها طولی هستند، بنا به تقسیمات کشوری دو روستای مجزا به حساب آمده‌اند.

## جمعیت
بر پایه سرشماری عمومی نفوس و مسکن در سال ۱۳۹۵ جمعیت این مکان ۳۳۶ نفر (۱۲۴خانوار) بوده‌است.